# 広電本社前停留場
広電本社前停留場（ひろでんほんしゃまえていりゅうじょう、広電本社前電停）は、広島県広島市中区千田町三丁目にある広島電鉄宇品線の停留場である。駅番号はU07。
停留場名はその東に位置する広島電鉄本社に由来する。案内表示などでは「広電前」と省略される。

## 歴史
当停留場は1912年（大正元年）、宇品線が前身の広島電気軌道の路線として紙屋町停留場から御幸橋停留場までの区間で営業を開始した際に開設された。停留場のある千田町には当時自社の発電所が設けられていたため、開設時の停留場名は発電所前停留場（はつでんしょまえていりゅうじょう）であった。その後1917年（大正6年）に広島電気軌道は広島瓦斯と合併し広島瓦斯電軌となり、千田町には同社の瓦斯電軌運輸部が置かれた。1927年（昭和2年）ころには停留場名も電鉄前停留場（でんてつまえていりゅうじょう）に改称されている。いっぽう千田町発電所については広島電気からの受電が開始されたために予備発電所となり、その後老朽化も進んでいたことから1934年（昭和9年）に操業を停止、翌年10月には廃止が届け出られて千田町変電所に改められた。
太平洋戦争下の1942年（昭和17年）には広島瓦斯電軌から運輸部門が独立して広島電鉄が設立され、その本社は当地に置かれた。しかしその3年後の1945年（昭和20年）8月6日の広島市への原子爆弾投下により、宇品線をはじめ広島電鉄の市内電車は全線が不通となる。本社屋も被害を受けたが、郊外の楽々園遊園地にその機能を移しつつ復旧を進めた結果、千田町変電所の再稼働により8月中には当停留場から向宇品停留場までの区間が運行を再開、翌月には紙屋町方面の路線も運行を再開した。千田町に本社機能が戻されたのは被爆から1年後のことである。
停留場名は1958年（昭和33年）、広島電鉄が自社の略称をそれまでの「電鉄」から「広電」に改めたことに呼応して広電本社前停留場に改称された。2012年（平成24年）には前身となる広島電気鉄道の創立、市内電車の開業から100周年を迎えたことを記念して、停留場の上屋がヨーロッパ風に改装された。

### 年表
- 1912年（大正元年）11月23日：宇品線開業とともに、発電所前停留場として開業[4]。

- 1927年（昭和2年）頃：電鉄前停留場に改称[4]。
- 1945年（昭和20年）
  - 8月6日：原爆投下により、運行休止[4]。
  - 8月18日：当停留場 - 向宇品間が複線で復旧[4]。
  - 9月12日：当停留場 - 紙屋町間が単線で復旧。12月中旬には複線で復旧[4]。
- 1958年（昭和33年）3月16日：社名の略称が「電鉄」から「広電」に改められ、停留場名も広電本社前停留場に改称[4]。
- 1996年（平成8年）10月：駅番号「U7」を付与[9]。
- 2003年（平成15年）8月1日：隣の日赤病院前停留場とともに乗換停留場の指定を受ける[10]。
- 2012年（平成24年）7月9日：停留場の上屋をヨーロッパ風のデザインに改装する[7][11]。
- 2018年（平成30年）3月28日：停留場幅を3メートル、全長54メートルに拡幅し、待合所を設置。
- 2025年（令和7年）8月3日：駅番号を「U07」へ変更[12]。

電鉄前への改称時期を1916年以前とし、途中1920年ころから1927年ころまで電鉄軌道運輸課前停留場（でんてつきどううんゆかまえていりゅうじょう）と称していたとする資料もある。ただし『広島電鉄開業100年・創立70年史』では1918年（大正7年）当時の停留場名を「発電所前」としている。

## 停留場構造

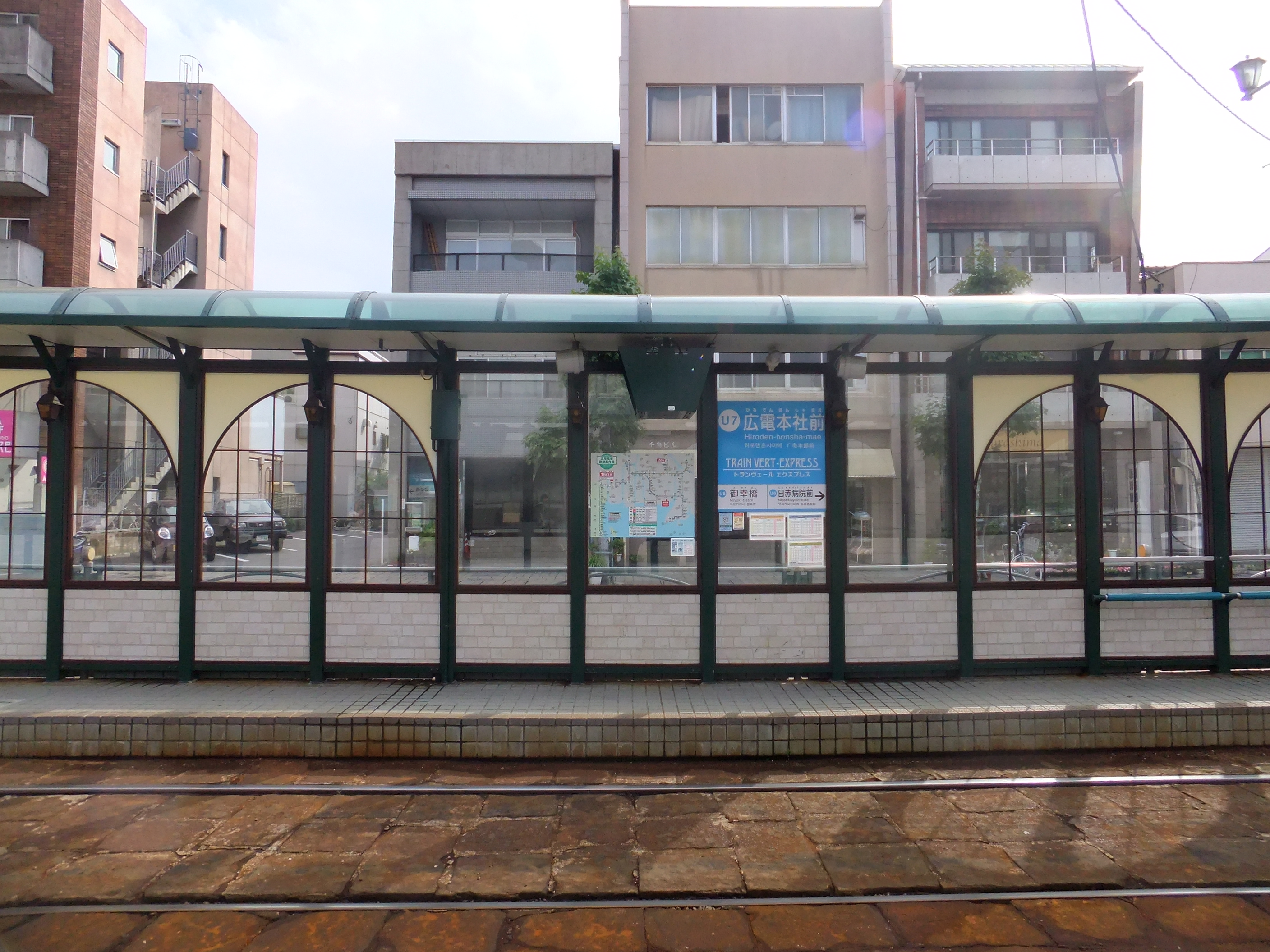
2012年当時のホーム上屋と駅名標

宇品線はほぼすべての区間で道路上に軌道が敷かれた併用軌道で、当停留場も道路上にホームが設けられている。ホームは低床式で2面あり、2本の線路を挟み込むように向かい合って配置されている（相対式ホーム）。路線の起点から見て左側に広島港（宇品）方面へ向かう下りホーム、右側に紙屋町・本線方面へ向かう上りホームがある。ホーム長は3両・5両連接車に対応している。
御幸橋停留場寄りに渡り線、日赤病院前停留場寄りに千田車庫への引込み線と渡り線があり、御幸橋停留場寄りにある渡り線は当停留場で折り返しとなる7号線系統の電車が使用する。折り返し作業はかつて係員の誘導によって行われていたが、2006年ごろに折り返し設備の自動信号化がなされている。
停留場の上屋は2012年の電車開業100周年に合わせてヨーロッパ風のデザインに改められ、併せて「トランヴェール・エクスプレス」という愛称が与えられたが、2018年のリニューアルで愛称の表記は消滅している。

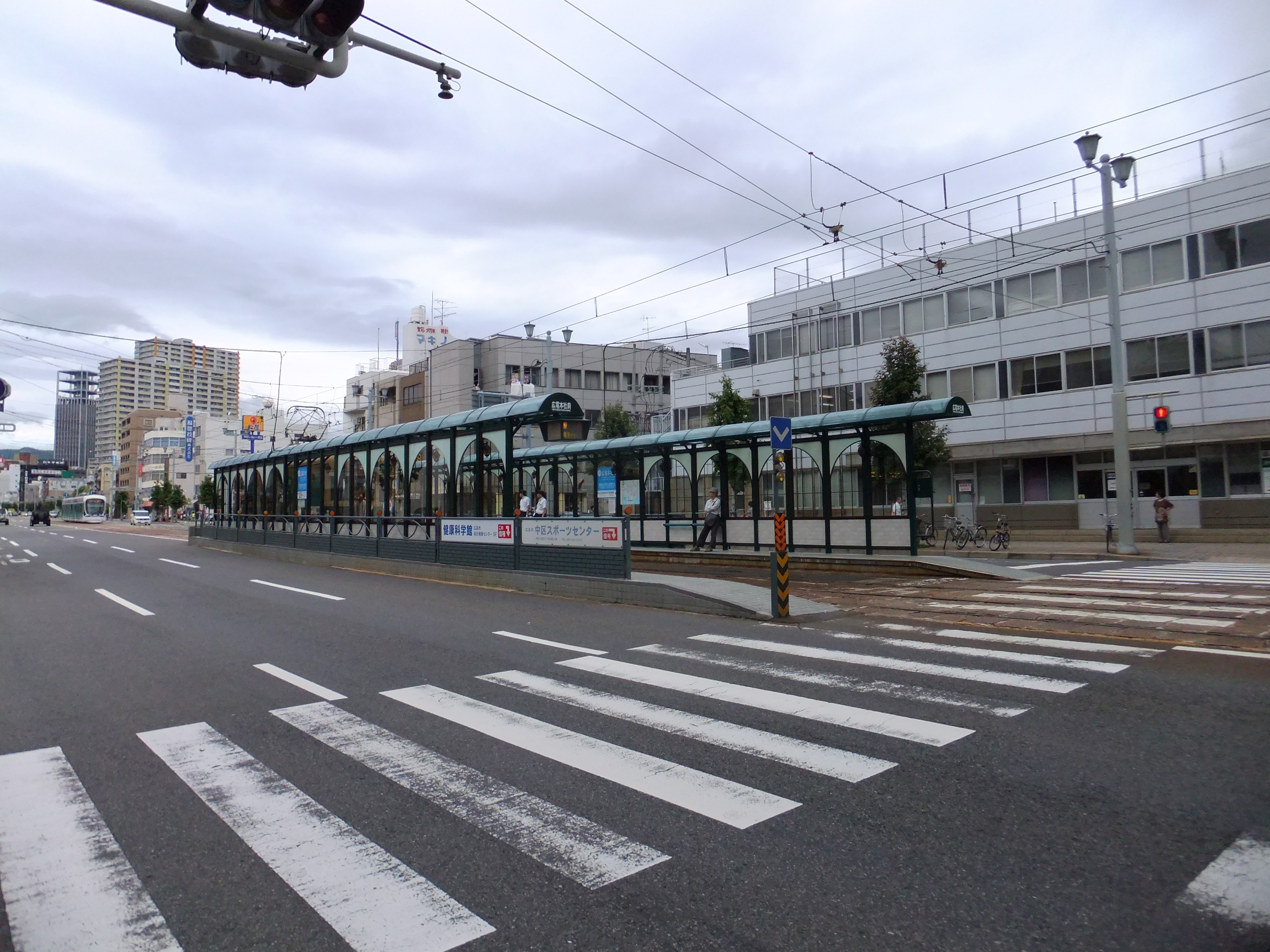
2012年当時の停留場全景
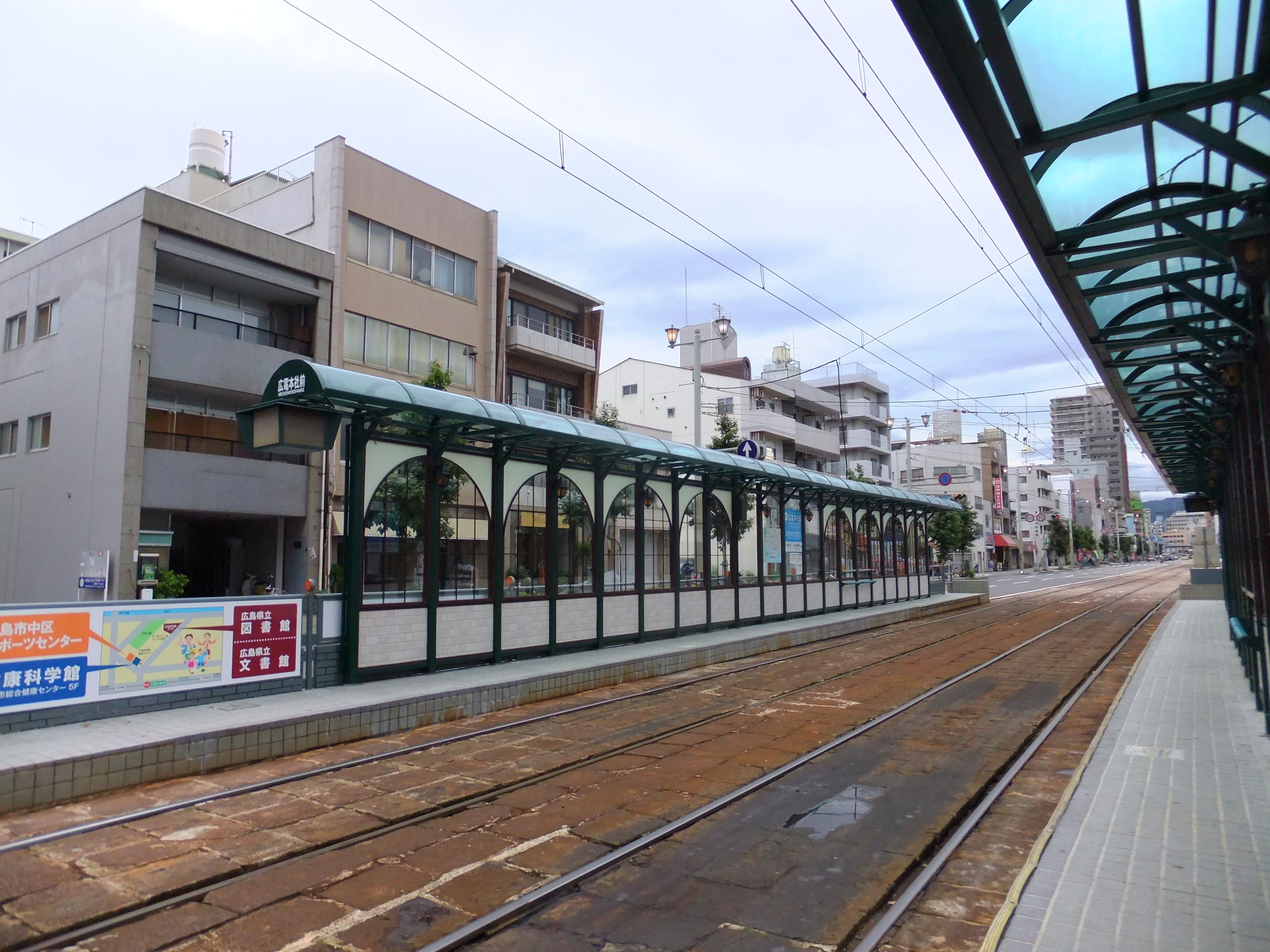
2012年当時の紙屋町方面ホーム
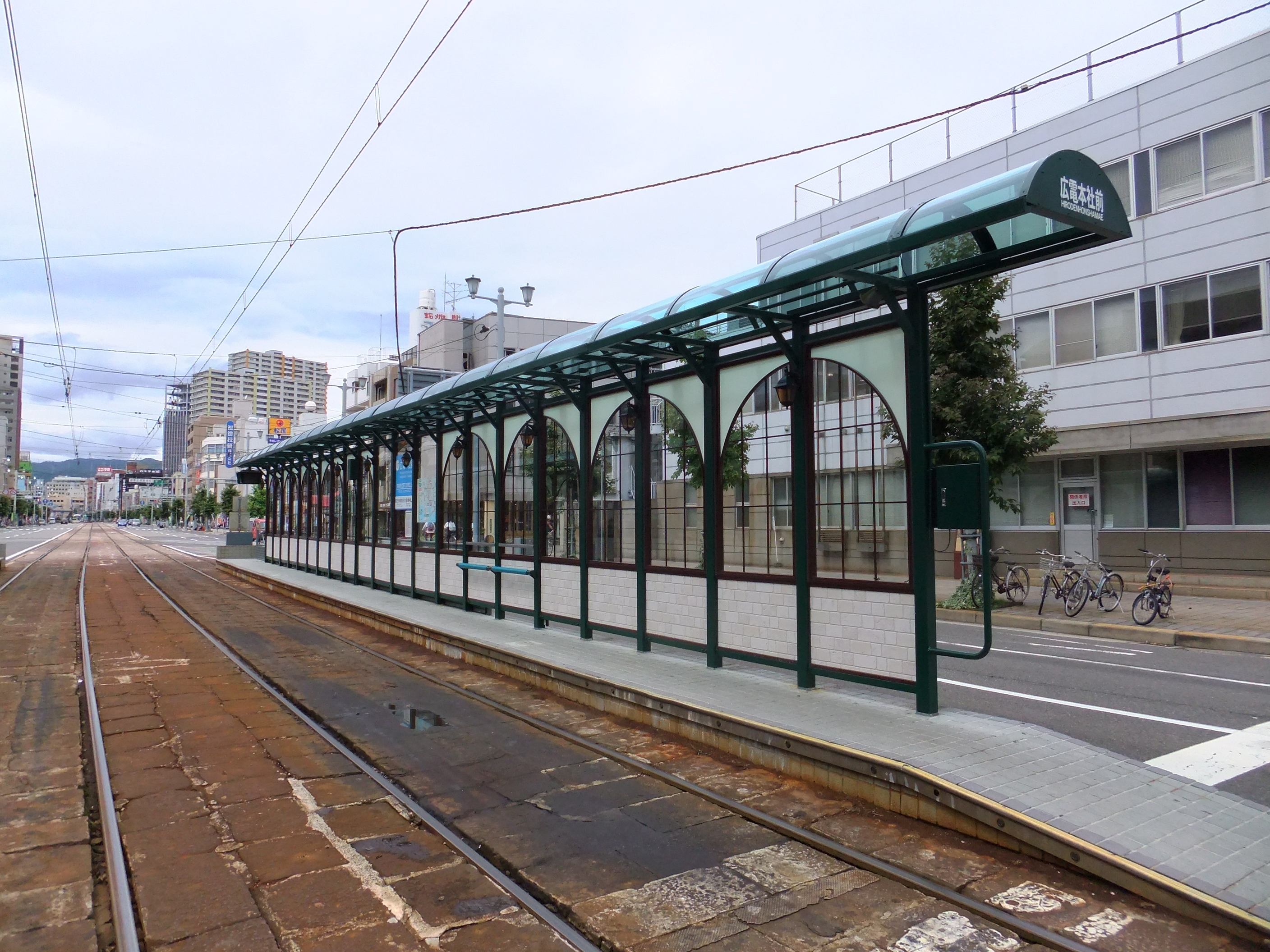
2012年当時の広島港（宇品）方面ホーム
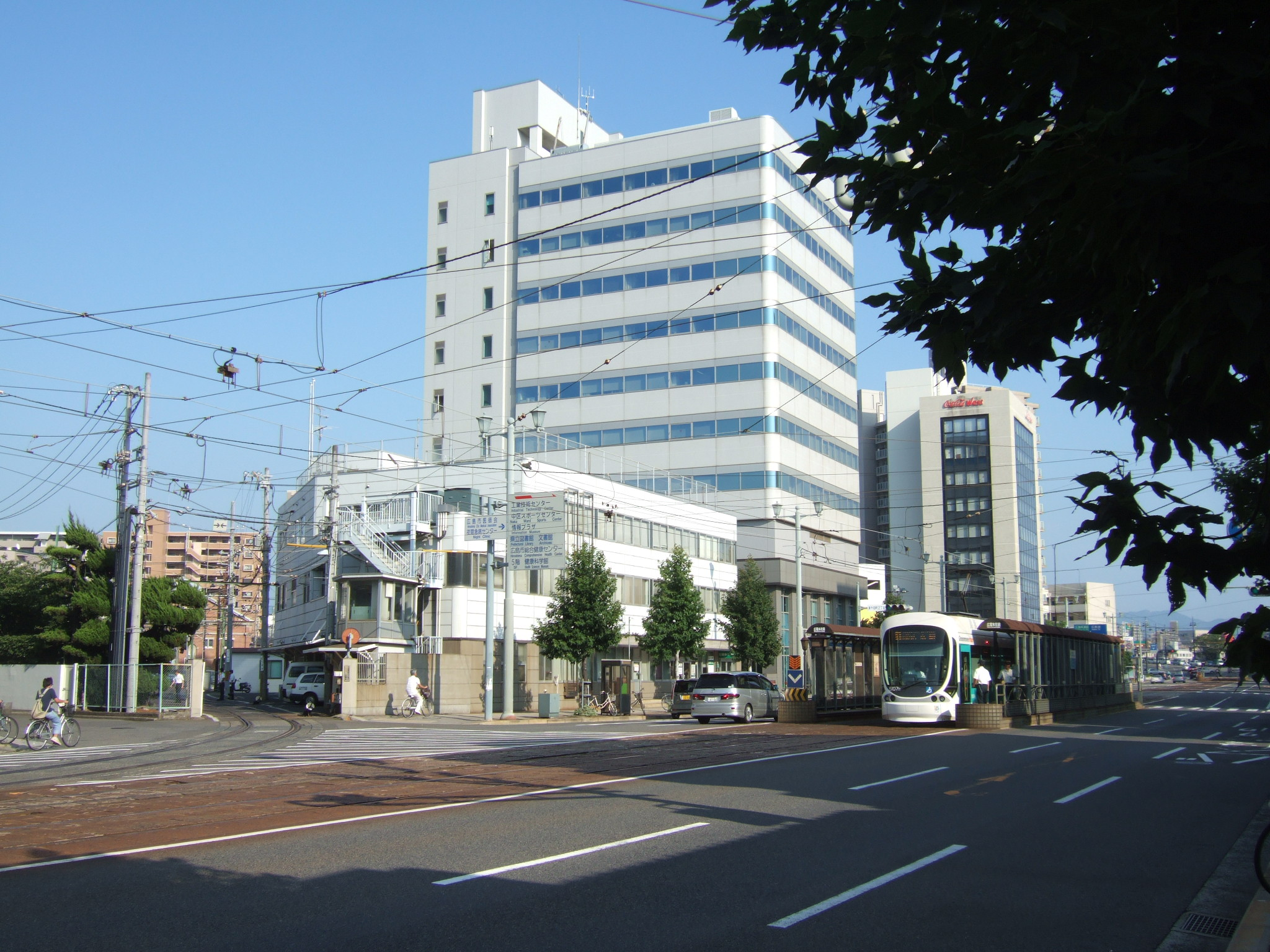
2009年当時のの停留場。広電本社ビルを後方に望む

### 運行系統
当停留場には広島電鉄で運行されている系統のうち1号線、3号線、7号線、それに0号線が乗り入れる。広島電鉄が定める乗換え指定電停の一つであり、当停留場が始発あるいは終着である3・0号線と1・7号線との乗り継ぎを行うことができる。
かつて、紙屋町方面から千田車庫に入る1・3号線系統の電車は広電前行きとして運行され千田車庫入口のすぐ内側で乗客を降ろしていたが、2001年11月以降は直接車庫に入る場合は日赤病院前行きとして運行されている。
当停留場発着の宮島線直通系統は、広電宮島口方面行きは広島駅前発着および宮島線内運行と同様に2号線として、当停留場方面行きは0号線として運行されているが、宮島口方面行きは2023年7月24日のダイヤ改正で西広島行きに短縮され、3号線に統合された。
| 下りホーム （皆実町六丁目方面） | 1号線 · 7号線         | （宇品二丁目経由）広島港（宇品）ゆき |
| 下りホーム （皆実町六丁目方面） | 1号線 · 0号線         | 宇品二丁目ゆき                       |
| 下りホーム （皆実町六丁目方面） | 3号線 · 7号線 · 0号線 | 当停留場止まり                       |
| 上りホーム （紙屋町方面）       | 1号線                 | （八丁堀経由）広島駅ゆき             |
| 上りホーム （紙屋町方面）       | 3号線                 | （十日市町経由）広電西広島ゆき       |
| 上りホーム （紙屋町方面）       | 7号線                 | （十日市町経由）横川駅ゆき           |
| 上りホーム （紙屋町方面）       | 0号線                 | 当停留場止まり                       |

## 利用状況
各年度の「移動等円滑化取組報告書（軌道停留場）」によると、近年の1日平均乗降人員は以下の通りである。
| 年度                | 1日平均 乗降人員 |
| ------------------- | ---------------- |
| 2019年（令和 元年） | 3,125            |
| 2020年（令和02年）  | 2,549            |
| 2021年（令和03年）  | 2,654            |
| 2022年（令和04年）  | 2,980            |
| 2023年（令和05年）  | 2,520            |
| 2024年（令和06年）  | 2,156            |

## 停留場周辺

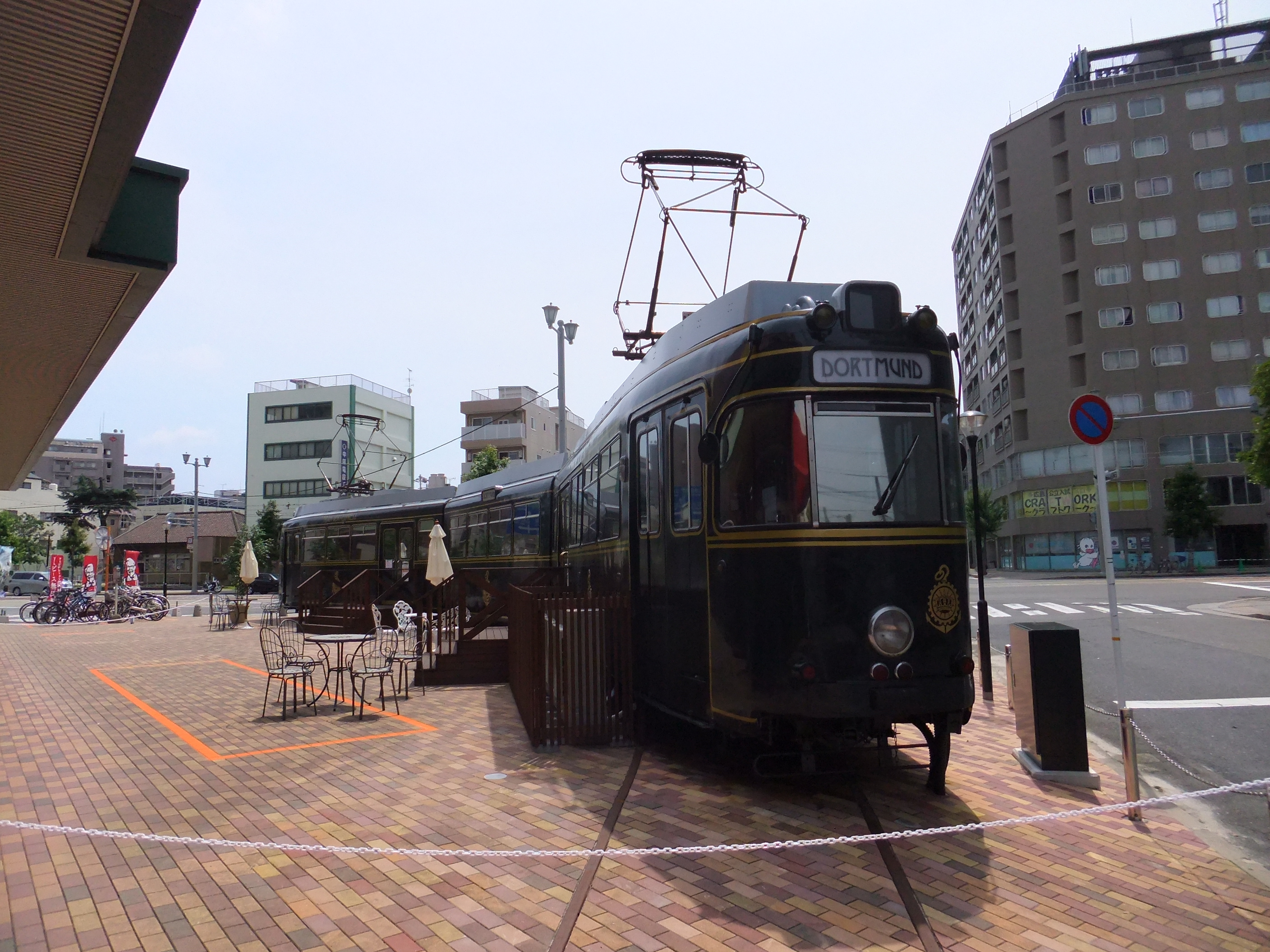
本社前にあったレストラン「トランヴェール・エクスプレス」

付近はおおむね中層住宅街で、小さな商店なども立ち並ぶ。東にしばらく歩くと京橋川、西にしばらく歩くと元安川に出る。南西には広島県情報プラザ（館内に広島県立図書館と広島県立文書館）、健康科学館などの文化施設が集まる。
東には広島電鉄の本社と千田車庫が隣接する。本社ビル前にあったマダムジョイ千田店（現・マックスバリュ千田店）の敷地には電車開業100周年に合わせて広島電鉄70形電車が置かれ、改装のうえレストラン「トランヴェール・エクスプレス」として営業を行っていた。レストランは100周年記念事業の終了により2013年3月に閉店した。その後、70形電車はTHE OUTLETS HIROSHIMAに移転した。
- 千田公園
- コジマホールディングス中区スポーツセンター
- 広島市立千田小学校

## バス路線
千田通り沿いに「広電本社前」バス停があり、広島バスなどが停車する。
日赤病院前 バス停（御幸橋方面）
- 50 東西線（広島バス） 舟入南・アルパーク方面
- 301 まちのわループ 左回り（広電バス・広島バス・広島交通） 県病院前・旭町方面
- 21-1 宇品線（広島バス） 広島港方面 平日夕方の1便のみ

日赤病院前 バス停（日赤病院前方面）
- 50 東西線（広島バス） 平塚町・広島駅方面
- 302 まちのわループ 右回り（広電バス・広島バス・広島交通） 富士見町・八丁堀方面
- 21-1 宇品線（広島バス） 紙屋町方面 平日朝の1便のみ

## 隣の停留場
広島電鉄
宇品線
日赤病院前停留場 (U06) - 広電本社前停留場 (U07) - 御幸橋停留場 (U08)